# Goretti Donaire Patón
Maria Goretti Donaire Patón (Barcelona, 17 d'agost de 1982), sovint coneguda com a Goretti, és una exfutbolista catalana que va jugar com a migcampista i davanter. Al llarg de la seva carrera va jugar a la Superlliga Femenina d'Espanya amb l'Espanyol, Barcelona, Llevant i L'Estartit, guanyant un títol de Lliga amb el Llevant.
La carrera de Goretti va començar amb el Barcelona la temporada 1999-2000. Més tard en la seva carrera, amb el Llevant, Goretti va guanyar el títol de la Superlliga 2006–07. El setembre de 2011 es va anunciar que Goretti havia deixat l'Estartit i es va retirar del futbol.
En una entrevista concedida a Marca el 2010, Goretti va anunciar que estava fent oposicions per entrar als Mossos d'Esquadra. En la mateixa entrevista, va explicar que això es devia al fet que les futbolistes espanyoles d'alt nivell tenen dificultats per guanyar prou diners per viure només de la pràctica del futbol. El 2017, va ser una de les 52 jugadores actuals i antigues del Barcelona que van ingressar a l'Associació de Jugadores del Barça, que té com a objectiu reconèixer les futbolistes més significatives de la història del Barcelona.